# Bataille de Xiao
 (décembre 2022).
guerres de la période des Printemps et Automnes
La bataille de Xiao ou Yao (chinois traditionnel : 殽之戰 ; chinois simplifié : 崤之战) est un conflit entre les États de Qin et Jin, deux puissantes principautés chinoises de la période des Printemps et Automnes de la Dynastie Zhou. Elle se déroule en avril 627 av. J.-C., dans les monts Xiao, une branche de la chaîne des monts Qinling, entre le fleuve Jaune et la rivière Luo (Henan), dans l'actuelle province du Henan.